# 2. prosinec
2. prosinec je 336. den roku podle gregoriánského kalendáře (337. v přestupném roce). Do konce roku zbývá 29 dní.

## Události

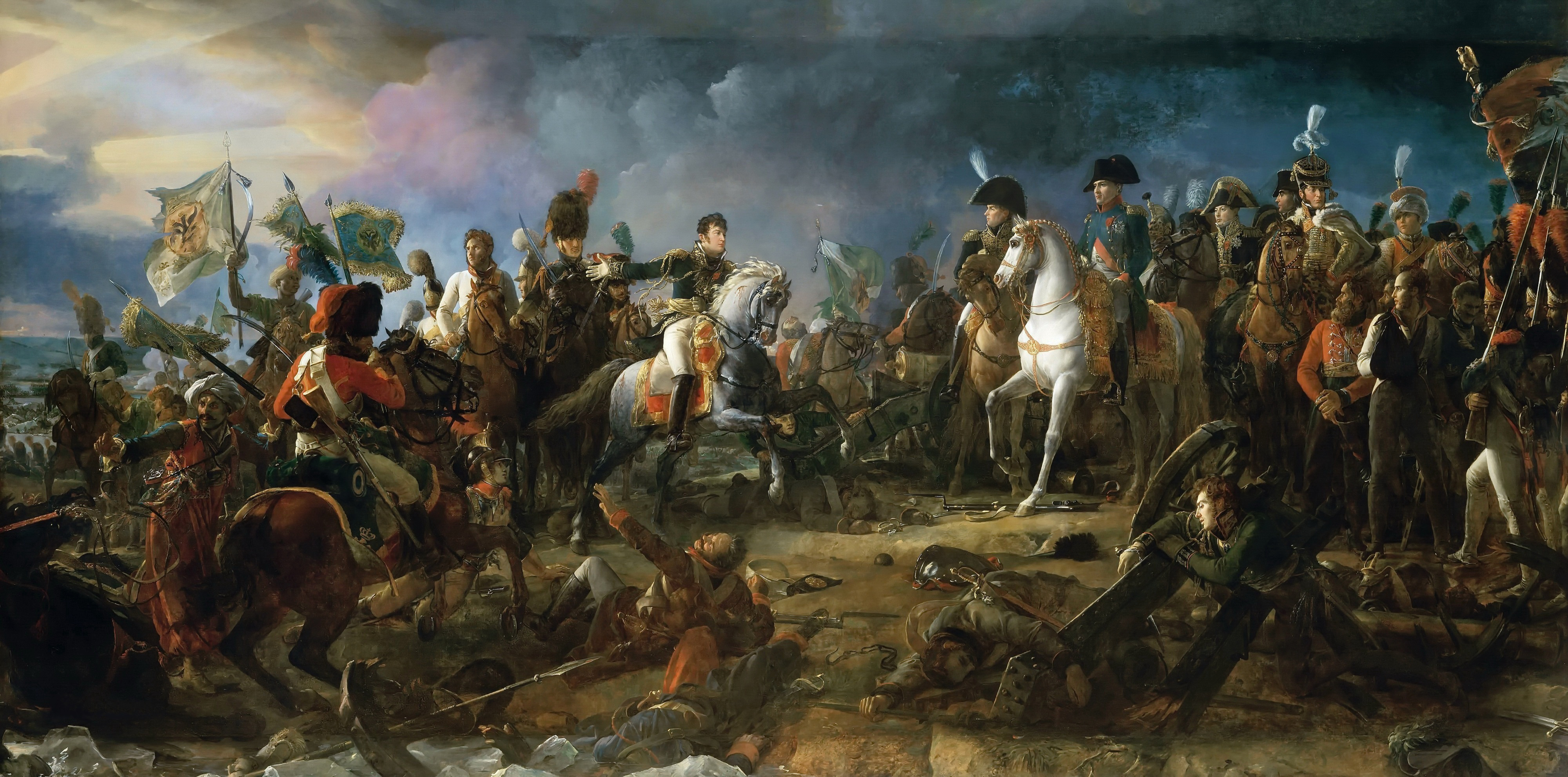
Bitva u Slavkova

### Česko
- 1805 – Napoleonské války: francouzská armáda vedená císařem Napoleonem porazila rusko-rakouské vojsko v bitvě u Slavkova.
- 1848 – V Olomouci abdikoval rakouský císař Ferdinand I. Novým panovníkem se stal tehdy osmnáctiletý Ferdinandův synovec František Josef I., který poté vládl šedesát osm let.
- 1938 – Na jižní Moravě byl dán do provozu Baťův kanál.

### Svět
- 1409 – Byla otevřena Lipská univerzita.
- 1427 – Říšský sněm ve Frankfurtu nad Mohanem za předsednictví krále Zikmunda schválil výběr říšské válečné daně na husitské války, zvané  husitský fenik.
- 1804 – Napoleon Bonaparte se korunoval na císaře Francie.
- 1823 – Americký prezident James Monroe vyhlásil tzv. Monroeovu doktrínu, program nevměšování evropských mocností do záležitostí na americkém kontinentě.
- 1852 – Napoleon III. se stal císařem Francouzů. Došlo tak k obnovení císařství a zániku Druhé francouzské republiky.
- 1942 – Enrico Fermi provedl první řízenou řetězovou jadernou reakci.
- 1946 – V Bratislavě byl zahájen soudní proces s představiteli fašistického Slovenského státu. Jozef Tiso byl v něm odsouzen k trestu smrti, který byl vykonán 18. dubna 1947.
- 1966 – Na Novém Zélandu byla v městečku Otahuhu u Aucklandu zahájena sériová výroba automobilů Trekka, které na upraveném podvozku Škody Octavia zkonstruoval vedoucí konstrukce karosérií AZNP Mladá Boleslav Josef Velebný pro tamní firmu Motor Industries.
- 1971 – Vznik Spojených arabských emirátů.
- 1975 – Vyhlášena Laoská lidově demokratická republika.
- 1976 – Prezidentem Kuby se stává Fidel Castro.
- 1993 – V kolumbijském Medellínu byl zastřelen narkobaron Pablo Escobar.
- 2015 – Válka proti Islámskému státu: Parlament Spojeného království schválil nálety RAF na pozice samozvaného Islámského státu v Sýrii.
- 2019 – Ruský prezident Vladimir Putin a jeho čínský protějšek Si Ťin-pching zahájili provoz plynovodu Síla Sibiře.

## Narození
Viz též Kategorie:Narození 2. prosince — automatický abecedně řazený seznam.

### Česko

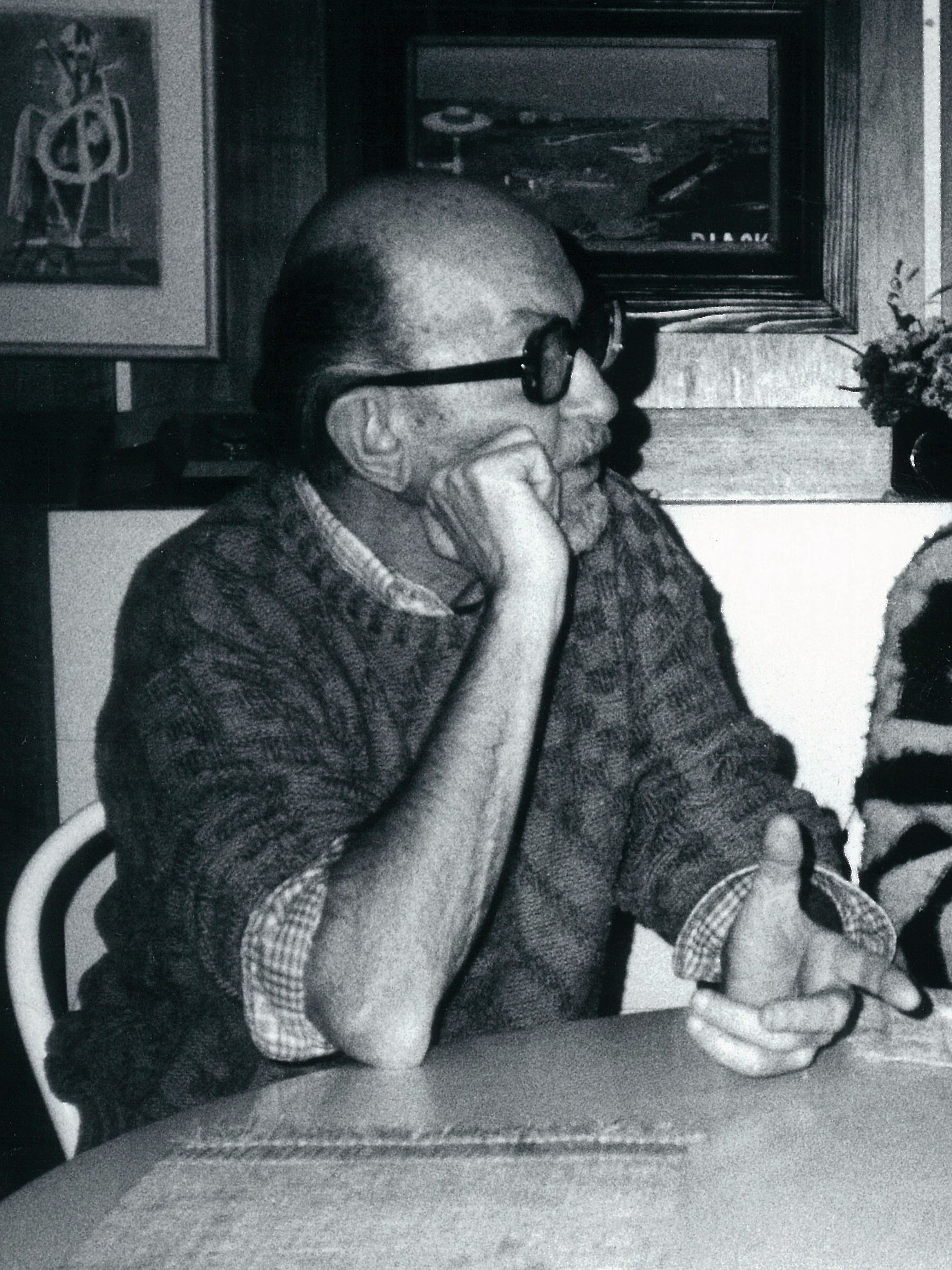
Miloš Macourek (* 1926)

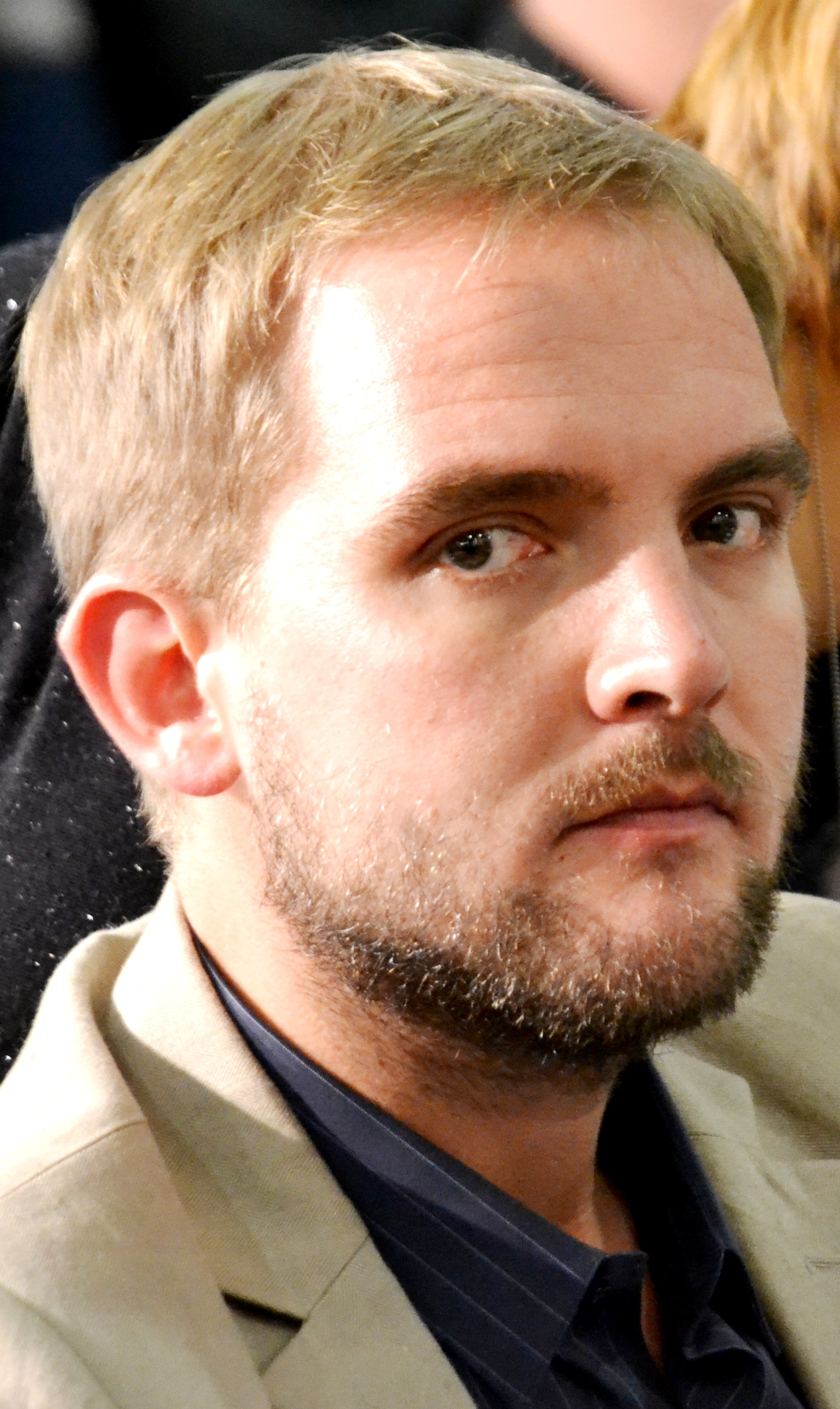
Libor Bouček (* 1978)

- 1786 – Augustin Bartoloměj Hille, litoměřický biskup († 26. dubna 1865)
- 1807 – Karl von Rothkirch-Panthen, rakouský šlechtic, státní úředník a český politik († 31. března 1870)
- 1828 – Antonín Skočdopole, budějovický kanovník a profesor teologie († 16. ledna 1919)
- 1834 – František Šimáček, novinář a nakladatel († 5. května 1885)
- 1859 – Rudolf Ferdinand Kinský, šlechtic († 13. března 1930)
- 1863 – August Miřička, profesor trestního práva († 1. února 1946)
- 1864 – Ondřej Horník, hudební skladatel, varhaník a sběratel hudebních památek († 14. srpna 1917)
- 1869 – František Zíka, československý politik († 6. prosince 1931)
- 1871 – František Kroiher, československý politik († 17. června 1948)
- 1879 – Rudolf Friml, česko-americký skladatel († 12. listopadu 1972)
- 1886 – Jaroslav Durych, prozaik, básník, dramatik, publicista, římskokatolický teolog († 7. dubna 1962)
- 1887
  - Ondřej Mézl, generál, legionář, velitel čs. vojenských misí v zahraničí († 6. září 1968)
  - Viktor Veselý, právník, klavírista, hudební skladatel a pedagog († 10. července 1966)
  - František Kubač, československý politik a předseda Slovenské národní rady († 15. června 1958)
- 1889 – Jan Goth , malíř († 25. dubna 1965)
- 1891 – Josef Šroubek, hokejista a fotbalista († 29. srpna 1964)
- 1892 – Robert Pražák, gymnasta, tři stříbrné medaile na OH 1924 († 16. května 1966)
- 1893
  - Josef Lampa, komunistický politik, starosta Moravské Ostravy († 25. dubna 1977)
  - Vladimír Lederer, lékař, odbojář, generál zdravotnictví († 10. prosince 1965)
- 1896 – Bohumil Váňa, politik, oběť komunismu († 14. října 1954)
- 1899 – Peter Herman Adler, dirigent a skladatel narozený v Čechách († 2. října 1990)
- 1902 – Miroslav Ponc, hudební skladatel a dirigent († 1. dubna 1976)
- 1904 – Karel Vodrážka, klavírista a hudební skladatel († 1985)
- 1908 – Karel Hora, voják, odbojář, legionář († 1989)
- 1914 – Jaroslav Štumpf, fotbalový reprezentant († 8. února 1979)
- 1923 – Miroslav Štěpánek, režisér, výtvarník, scenárista a scénograf († 28. listopadu 2005)
- 1926
  - Zdeněk Sejček, historik umění, malíř, grafik a pedagog
  - Miloš Macourek, dramatik, scenárista a básník († 30. září 2002)
  - Jiří Trnka, fotbalový reprezentant († 1. března 2005)
- 1928 – Radoslav Kratina, sochař, grafik, průmyslový návrhář, fotograf, malíř a kurátor († 10. září 1999)
- 1930 – Vilém Besser, herec († 27. října 1985)
- 1940 – Zdeněk Ambler, neurolog († 21. října 2013)
- 1942 – Marie Hušková, matematička
- 1943 – Josef Žluťák Hrubý, herec a spisovatel († 28. dubna 2015)
- 1946 – Jan Kumpera, historik
- 1948
  - Bohdan Mikolášek, folkový písničkář
  - Antonín Panenka, fotbalový reprezentant
- 1953
  - René Wokoun, rektor Univerzity Jana Evangelisty Purkyně v Ústí nad Labem
  - Jana Hrdá, zakladatelka osobní asistence pro osoby se zdravotním postižením († 5. srpna 2014)
- 1968 – Jiří Dopita, hokejista
- 1969 – Gabriela Štefanová, herečka
- 1970 – Alex Čejka, německý golfista českého původu
- 1980
  - Libor Bouček, moderátor
  - Hana Blažíková, sopranistka a harfenistka

### Svět

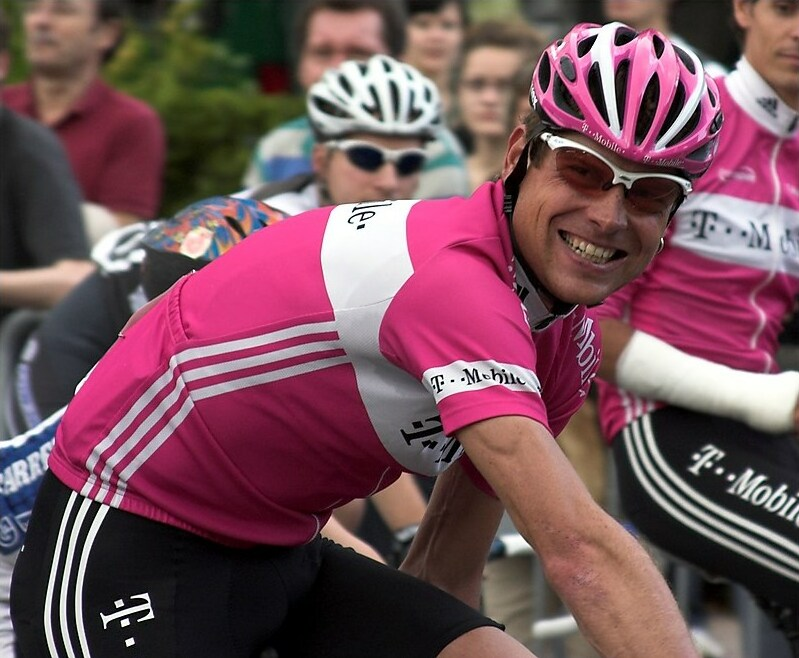
Jan Ullrich (* 1973)

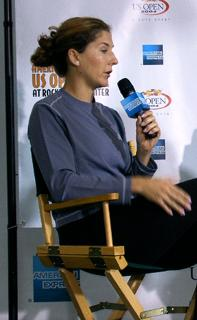
Monika Selešová (* 1973)

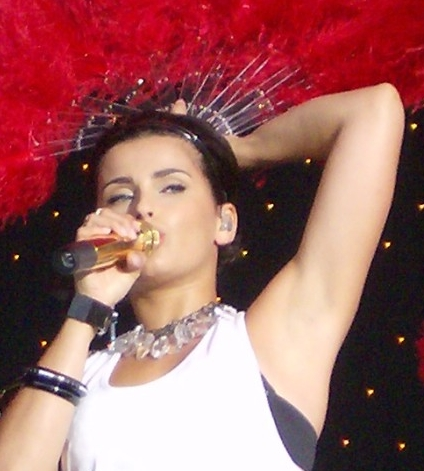
Nelly Furtado (* 1978)

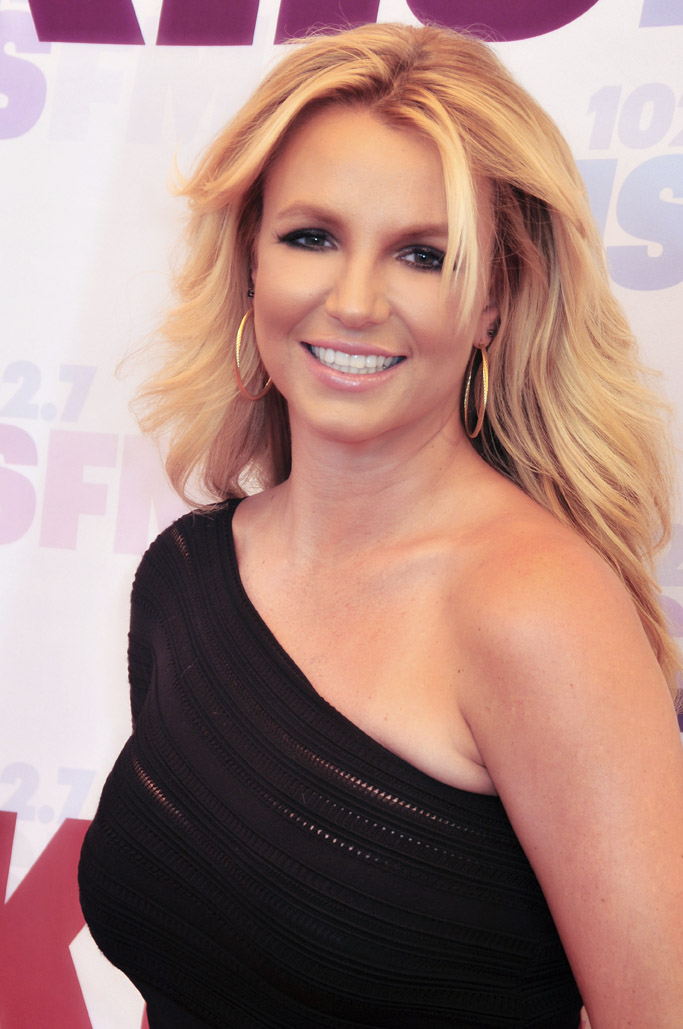
Britney Spears (* 1981)

- 1742 – Franz Xaver Widerhoffer, rakouský hudební skladatel období klasicismu († 23. srpna 1799)
- 1797 – Hermína z Anhalt-Bernburg-Schaumburg-Hoymu, rakouská arcivévodkyně († 14. září 1817)
- 1813 – Matthias Alexander Castrén, finský filolog a etnolog († 7. května 1852)
- 1825 – Pedro II., brazilský císař († 1891)
- 1833 – Édouard Riou, francouzský malíř a ilustrátor († 27. ledna 1900)
- 1856 – Louis Zutter, gymnasta, první švýcarský olympijský vítěz († 10. listopadu 1946)
- 1859 – Georges Seurat, francouzský malíř († 29. března 1891)
- 1868
  - Francis Jammes, francouzský básník a prozaik († 1. listopadu 1938)
  - Leopold Ferdinand Salvátor, syn Ferdinanda IV. Toskánského († 4. července 1935)
- 1881 – Heinrich Georg Barkhausen , německý fyzik († 20. února 1956)
- 1885 – George Richards Minot, americký lékař, nositel Nobelovy ceny za lékařství († 1950)
- 1886
  - Dimitrij Nikolajevič Uznadze, sovětský psycholog a filozof († 9. října 1950)
  - Grigorij Žatkovič, americký právník a první guvernér Podkarpatské Rusi († 26. března 1967)
- 1888 – Jicchak ha-Levi Herzog, izraelský vrchní rabín († 25. července 1959)
- 1891 – Otto Dix, německý malíř († 25. července 1969)
- 1893 – Leo Ornstein, americký hudební skladatel, klavírista a pedagog († 24. února 2002)
- 1896 – Philippe Étancelin, francouzský automobilový závodník († 13. října 1981)
- 1897
  - Ivan Christoforovič Bagramjan, sovětský maršál († 21. září 1982)
  - Otto Fenichel, rakouský psychoanalytik († 22. ledna 1946)
- 1899
  - Peter Herman Adler, americký dirigent († 2. říjen 1990)
  - John Barbirolli, anglický dirigent († 29. červenec 1970)
- 1908 – Nikolaj Nikolajevič Žukov, ruský sovětský malíř, grafik a ilustrátor († 24. září 1973)
- 1909 – Marion Dönhoffová, německá novinářka a šlechtična († 11. dubna 2002)
- 1916 – Nancye Wynneová, australská tenistka († 9. listopadu 2001)
- 1919 – Rudolf Jašík, slovenský prozaik, básník a publicista († 30. července 1960)
- 1921 – Carlo Furno, italský kardinál († 9. prosince 2015)
- 1923 – Maria Callas, řecká sopranistka († 16. září 1977)
- 1924 – Alexander Haig, americký generál a bývalý ministr zahraničí USA († 20. února 2010)
- 1925 – Julie Harrisová, americká herečka († 24. srpna 2013)
- 1927 – Karol Nandrásky, slovenský evangelický teolog a filozof († 11. července 2016)
- 1929 – Harvey Phillips, americký tubista († 20. října 2010)
- 1930
  - Georges Matheron, francouzský matematik a geolog († 7. srpna 2000)
  - Gary Stanley Becker, americký ekonom, Nobelova cena 1992 († 3. května 2014)
- 1931 – Wynton Kelly, americký klavírista († 12. dubna 1971)
- 1933
  - Michael Larrabee, americký sprinter, dvojnásobný olympijský vítěz († 22. dubna 2003)
  - Gotthold Hasenhüttl, teolog
- 1934 – Tarcisio kardinál Bertone, salesián a kardinál státní sekretář
- 1937 – Brian Lumley, britský spisovatel fantasy hororu († 2. ledna 2024)
- 1944
  - Botho Strauß, německý spisovatel a dramatik
  - Ibrahim Rugova, kosovský prezident († 21. ledna 2006)
- 1946
  - Andrej Chotějev, ruský klavírní virtuos († 28. listopadu 2021)
  - Gianni Versace, italský módní návrhář († 15. července 1997)
- 1947 – Ntaré V., poslední král Burundi († 29. dubna 1972)
- 1949 – Sue Hendrickson, americká paleontoložka
- 1953 – Karol Ježík, slovenský publicista († 1998)
- 1958 – Ezio Gamba, reprezentant Itálie v judu, olympijský vítěz
- 1959 – Dárius Rusnák, slovenský hokejista
- 1962 – Kardam Bulharský, syn bývalého bulharského cara Simeona II. († 7. dubna 2015)
- 1968 – Lucy Liu, americká herečka
- 1971 – Francesco Toldo, italský fotbalista
- 1973
  - Jan Ullrich, německý cyklista
  - Monika Selešová, americká tenistka
- 1978 – Nelly Furtado, kanadská zpěvačka
- 1981 – Britney Spears, americká zpěvačka
- 1982 – Julie Coinová, francouzská tenistka
- 1986
  - Tal Wilkenfeld, australská baskytaristka, spolupracovnice Jeffa Becka
  - Edson Piauí, zavražděný brazilský fotbalista († 1. listopadu 2014)
- 1991
  - Charlie Puth, americký zpěvák
  - Anne Buijsová, nizozemská volejbalistka
- 1996 – Uladzislau Gančarou, běloruský gymnasta-skokan na trampolíně, olympijský vítěz
- 1998
  - Juice WRLD, americký rapper a zpěvák († 8. prosince 2019)
  - Anna Kalinská, ruská tenistka

## Úmrtí
Viz též Kategorie:Úmrtí 2. prosince — automatický abecedně řazený seznam.

### Česko

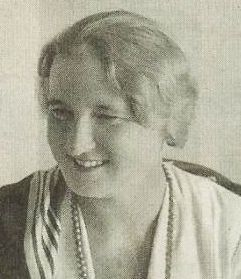
Hana Benešová († 1974)

- 1714 – Tobiáš Hübner, kanovník katedrální kapituly u sv. Štěpána v Litoměřicích (* 1647)
- 1751 – Benno Löbl, břevnovský opat (* 15.srpna 1688)
- 1809 – František Faustin Procházka, kněz, spisovatel a knihovník (* 13. ledna 1749)
- 1835 – František Josef Lothar Silva-Tarouca, rakousko-moravský šlechtic (* 27. dubna 1773)
- 1870 – Tomáš Christ, česko-rakouský kněz a pedagog (* 3. prosince 1791)
- 1897 – Karel Tieftrunk, středoškolský profesor, autor historických a jazykovědných studií (* 30. října 1829)
- 1908 – Matouš Václavek, pedagog a spisovatel (* 29. září 1842)
- 1915 – Jan Malát, hudební skladatel, pedagog, sběratel lidových písní (* 16. června 1843)
- 1916 – Jindřich Hanuš Böhm, libretista, překladatel, divadelní a hudební kritik (* 14. července 1836)
- 1945 – Josef Havlín, československý politik (* 2. října 1882)
- 1952 – Jiří Plachý starší, herec (* 29. července 1899)
- 1958
  - Alois Málek, čs. ministr lehkého průmyslu (* 15. ledna 1893)
  - Josef Rotnágl, československý politik (* 20. listopadu 1875)
- 1961 – Jaromír Hořejš, básník,dramatik a překladatel (* 2. dubna 1903)
- 1965 – Ema Pechová, herečka (* 1. ledna 1869)
- 1974 – Hana Benešová, manželka prezidenta Edvarda Beneše (* 16. července 1885)
- 1981 – Eliška Klimková-Deutschová, lékařka a profesorka neurologie (* 14. prosince 1906)
- 1988 – Rastislav Váhala, právník, účastník protinacistického odboje (* 9. června 1910)
- 1996 – Věra Merhautová, sochařka, autorka monumentální figurativní tvorby (* 23. února 1921)

### Svět

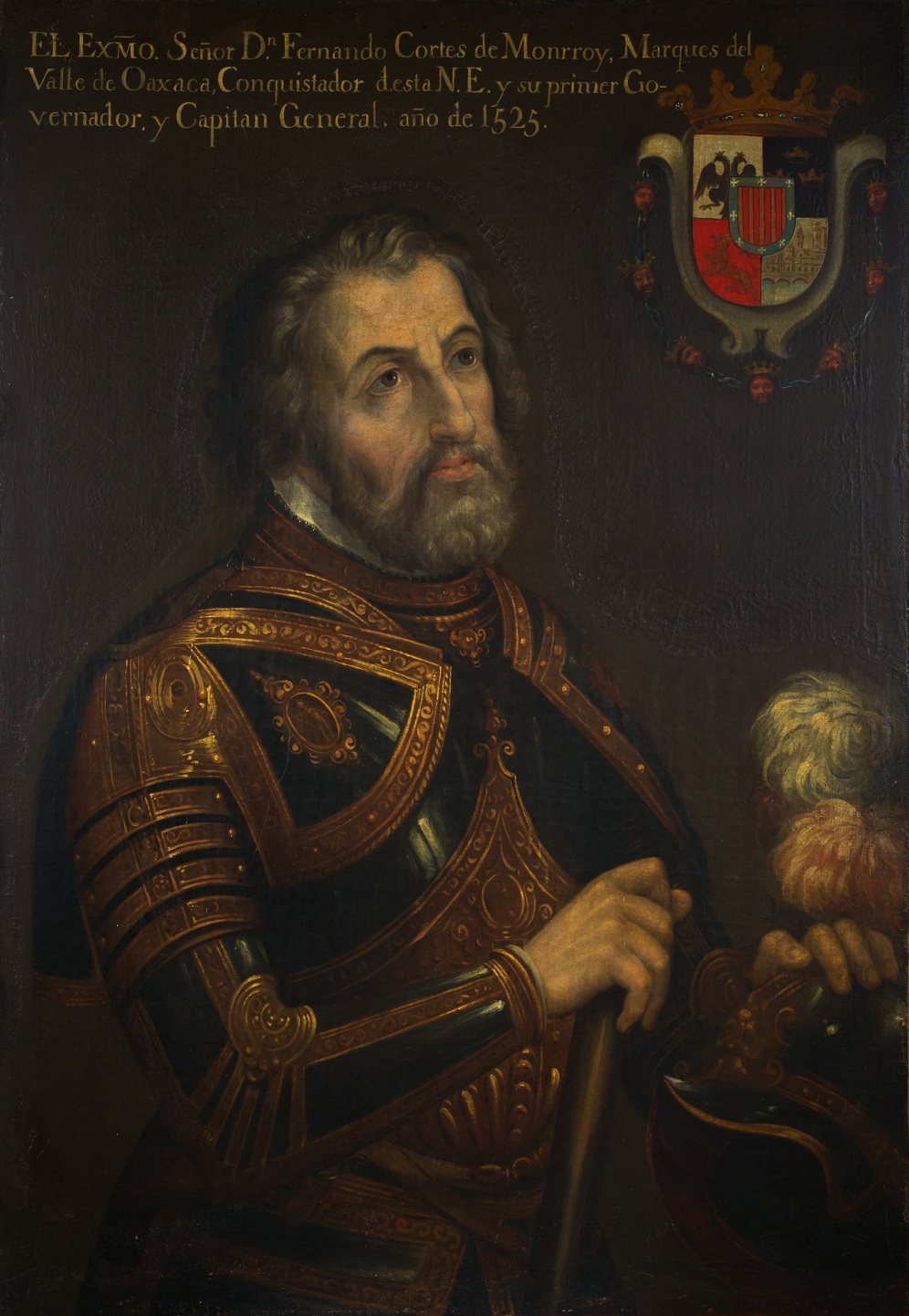
Hernán Cortés († 1547)

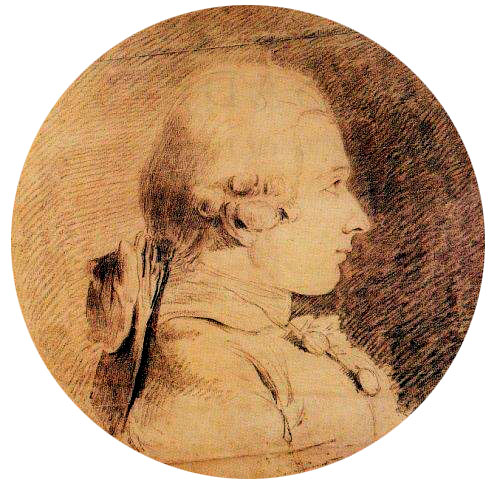
Markýz de Sade († 1814)

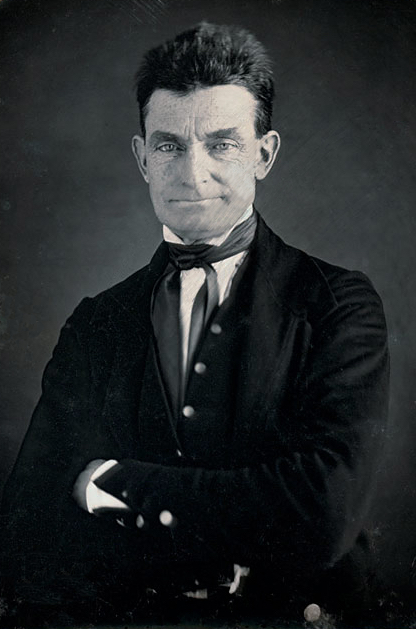
John Brown († 1859)

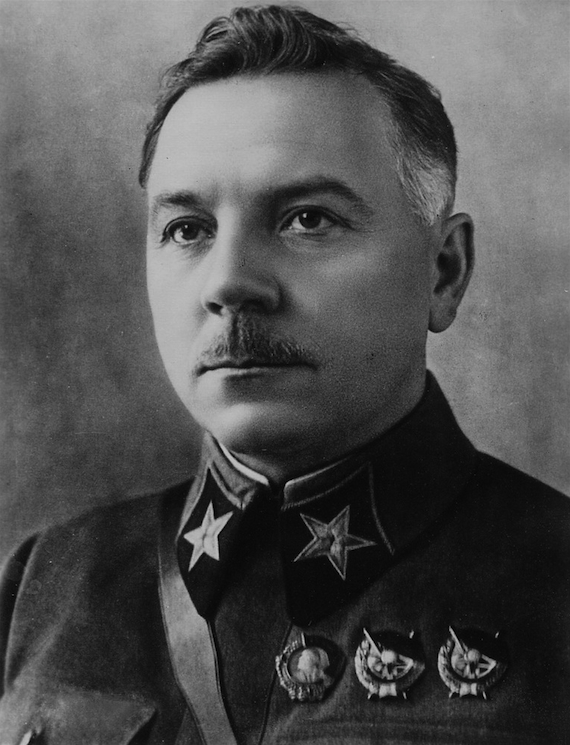
Kliment Jefremovič Vorošilov († 1969)

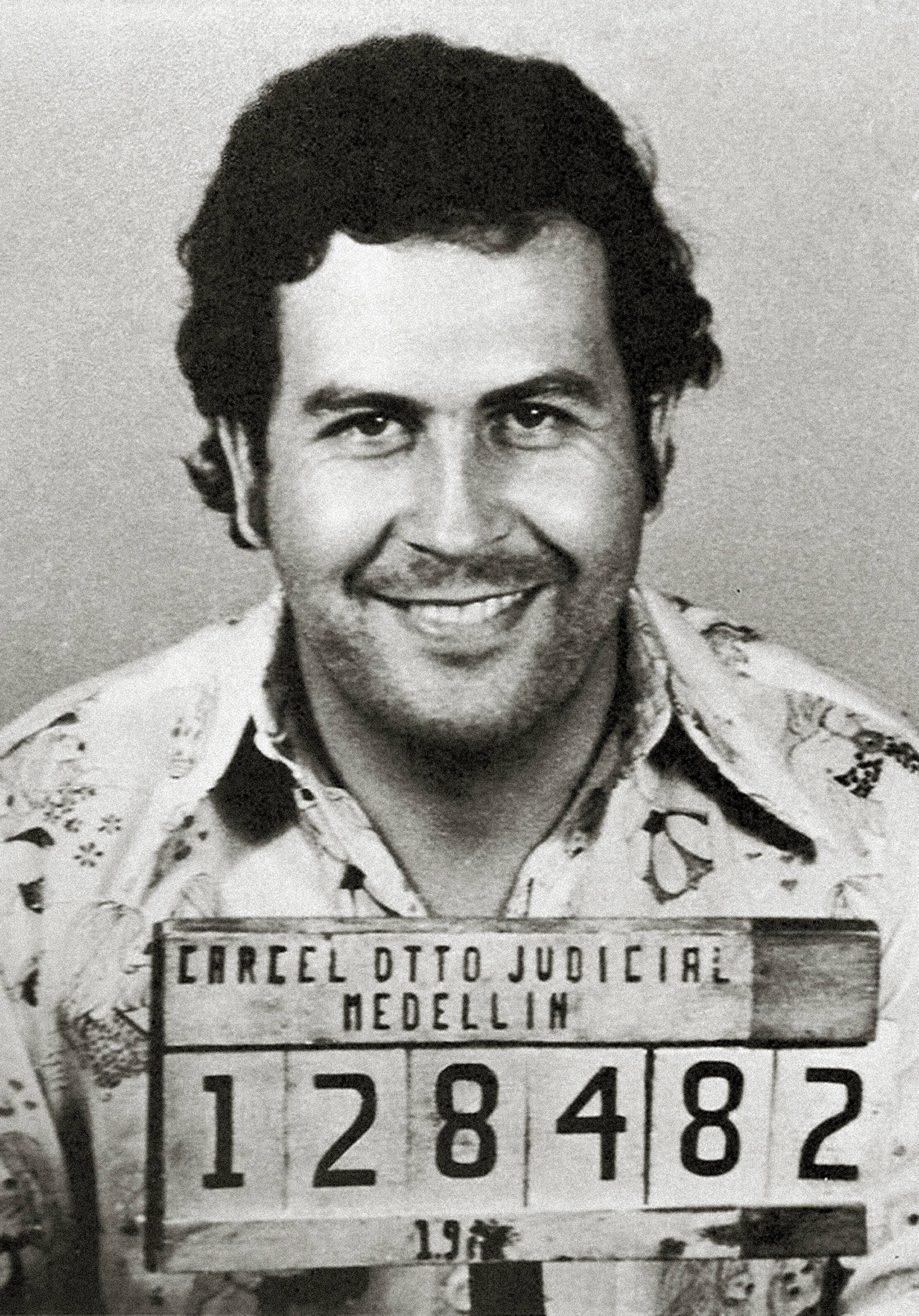
Pablo Escobar († 1993)

- 1022 – Elvíra Menéndez, leónská královna (* asi 996)
- 1348 – Hanazono, 95. japonský císař (* 14. srpna 1297)
- 1381 – Jan van Ruusbroec, vlámský teolog, mystik a spisovatel (* 1293)
- 1455 – Isabela z Coimbry, portugalská královna (* 1. března 1432)
- 1463 – Albrecht VI. Habsburský, vévoda rakouský (* 18. prosince 1418)
- 1464 – Blanka Navarrská, kněžna z Asturie a navarrská královna (* 6. června 1424)
- 1547 – Hernán Cortés, španělský conquistador (* 1485)
- 1594 – Gerhard Mercator, vlámský kartograf, autor prvního mapového atlasu na světě (* 5. března 1512)
- 1723 – Filip II. Orleánský, regent v době nezletilosti francouzského krále Ludvíka XV. (* 1674)
- 1748 – Charles Seymour, 6. vévoda ze Somersetu, anglický politik a šlechtic (* 13. srpna 1662)
- 1774 – Johann Friedrich Agricola, německý skladatel (* 4. ledna 1720)
- 1810 – Philipp Otto Runge, německý malíř (* 23. července 1777)
- 1814 – Markýz de Sade, francouzský šlechtic, spisovatel a filosof (* 1740)
- 1845 – Johann Simon Mayr, německý skladatel (* 14. června 1767)
- 1847 – János László Pyrker, maďarský církevní hodnostář a básník (* 2. listopadu 1771)
- 1849 – Adelheid Sasko-Meiningenská, britská královna, manželka Viléma IV. (* 13. srpna 1792)
- 1859 – John Brown, americký bojovník za práva černochů (* 9. května 1800)
- 1863 – Jane Pierceová, manželka 14. prezidenta USA Franklina Piercea (* 12. března 1806)
- 1876 – Hermann Goetz, německý skladatel (* 7. prosince 1840)
- 1902 – Richard Belcredi, rakouský politik (* 12. února 1823)
- 1918 – Edmond Rostand, francouzský dramatik a básník (* 1. dubna 1868)
- 1923 – Tomás Bretón, španělský dirigent a hudební skladatel (* 29. prosince 1850)
- 1932 – Amadeo Vives, španělský hudební skladatel (* 18. listopadu 1871)
- 1935 – James Henry Breasted, americký archeolog, egyptolog a historik (* 27. srpna 1865)
- 1937 – René Doumic, francouzský literární historik a kritik (* 7. března 1860)
- 1918 – Edmond Rostand, francouzský dramatik a básník (* 1. dubna 1868)
- 1920 – Sarah Angelina Acland, anglická fotografka (* 26. června 1849)
- 1931 – Vincent d'Indy, francouzský skladatel (* 27. března 1851)
- 1941 – Edward Śmigły-Rydz, polský generál, politik a umělec (* 11. března 1886)
- 1944 – Filippo Tommaso Marinetti, italský básník a dramatik (* 22. prosince 1876)
- 1949 – Albert Ammons, americký jazzový pianista (* 23. září 1907)
- 1950 – Dinu Lipatti, rumunský klavírní virtuos a hudební skladatel (* 1. dubna 1917)
- 1963 – Thomas Hicks, americký atlet, olympijský vítěz (* 6. května 1872)
- 1966 – Luitzen Egbertus Jan Brouwer, nizozemský matematik a filosof (* 1881)
- 1969 – Kliment Jefremovič Vorošilov, sovětský maršál (* 1881)
- 1980 – Romain Gary, francouzský spisovatel, režisér, diplomat a válečný letec (* 21. května 1914)
- 1985 – Philip Larkin, anglický básník, prozaik a jazzový kritik (* 9. srpna 1922)
- 1987
  - Luis Federico Leloir, francouzský chemik, nositel Nobelovy ceny (* 6. září 1906)
  - Donn Eisele, americký astronaut (* 1930)
  - Jakov Borisovič Zeldovič, ruský fyzik (* 8. března 1914)
- 1990 – Aaron Copland, americký hudební skladatel, libretista, klavírista a dirigent (* 1900)
- 1991 – Sándor Tatay, maďarský spisovatel (* 6. května 1910)
- 1993 – Pablo Escobar, kolumbijský obchodník s drogami (* 1. prosince 1949)
- 1994 – Reginald Sprigg, australský geolog a paleontolog (* 1. března 1919)
- 1999 – Charlie Byrd, americký kytarista (* 16. září 1925)
- 2002
  - Mal Waldron, americký klavírista (* 16. srpna 1925)
  - Ivan Illich, rakouský filozof, teolog a sociální teoretik (* 4. září 1926)
- 2004 – Kevin Coyne, anglický písničkář, malíř, filmař a spisovatel (* 27. ledna 1944)
- 2006 – František Dostál, slovenský horolezec a filmař (* 16. března 1940)
- 2007 – Thomas Torrance, skotský protestantský teolog (* 30. srpna 1913)
- 2009 – Eric Woolfson, britský hudebník, bývalý člen skupiny The Alan Parsons Project (* 18. března 1945)
- 2010 – Michele Giordano, arcibiskup Neapole, kardinál (* 26. září 1930)
- 2011
  - Bill Tapia, americký hudebník (* 1. ledna 1908)
  - Howard Tate, americký zpěvák a skladatel (* 13. srpna 1939)
- 2014
  - Jean Béliveau, kanadský lední hokejista (* 31. srpna 1931)
  - Bobby Keys, americký saxofonista (* 18. prosince 1943)
- 2015 – Sandy Berger, americký politik (* 28. října 1945)
- 2016 – Sammy Lee, americký skokan do vody (* 1. srpna 1920)
- 2019 – D. C. Fontana, americká televizní scenáristka (Star Trek) (* 25. března 1939)
- 2020 – Pat Patterson, kanadský profesionální wrestler (* 19. ledna 1941)
- 2021 – Darlene Hardová, americká tenistka (* 6. ledna 1936)
- 2024
  - Helmuth Duckadam, rumunský fotbalista (* 1. duben 1959)
  - Lucjan Brychczy, polský fotbalista (* 13. června 1934)
  - Neale Fraser, australský tenista (* 3. října 1933)

## Svátky

### Česko
- Blanka
- Bibiana
- Budislav

Katolický kalendář
- Svatá Bibiána

### Svět
- Mezinárodní den za vymýcení otroctví
- Laos: Vyhlášení nezávislosti
- SAE: Den nezávislosti
- Světový den počítačové gramotnosti

| 2. prosinec v pražském KlementinuÚdaje jsou platné k 11. 3. 2025. | 2. prosinec v pražském KlementinuÚdaje jsou platné k 11. 3. 2025. | 2. prosinec v pražském KlementinuÚdaje jsou platné k 11. 3. 2025. |
| minimum                                                           | denní průměr                                                      | maximum                                                           |
| ----------------------------------------------------------------- | ----------------------------------------------------------------- | ----------------------------------------------------------------- |
| −11,1 °C (1879)                                                   | 2,3 °C (od 1961)                                                  | 13,7 °C (1961)                                                    |